# Obermühle (Rogzow)
Obermühle ist ein ehemaliger Wohnplatz (Wüstung) am Kösliner Mühlenbach in Hinterpommern. Die Wüstung liegt heute im Stadtgebiet von Koszalin (Köslin) in der Woiwodschaft Westpommern in Polen.
In Ludwig Wilhelm Brüggemanns Ausführlicher Beschreibung des gegenwärtigen Zustandes des Königlich-Preußischen Herzogtums Vor- und Hinterpommern (1784) wird die „Oberwassermühle zu Rogzow“ als Zubehör des Amtes Köslin aufgeführt. Die Mühle hatte zwei unterschlägige Mahlgänge. Zwangsmahlgäste, die verpflichtet waren, dort mahlen zu lassen, waren die Einwohner aller Dörfer des Amtes Köslin sowie die Einwohner des nicht zum Amt gehörenden Dorfes Bonin.
Um 1867 hatte die Obermühle weiterhin zwei unterschlägige Mahlgänge.
Bis 1945 bildete Obermühle einen Wohnplatz in der Landgemeinde Rogzow und gehörte mit dieser zum Kreis Köslin der preußischen Provinz Pommern. Nach dem Zweiten Weltkrieg kam Obermühle, wie alle Gebiete östlich der Oder-Neiße-Grenze, an Polen. Der Wohnplatz liegt heute wüst, die Fläche gehört zur Stadt Koszalin.

## Söhne und Töchter des Ortes
- Wilhelm Steinhauer (1842–1906), Landwirt in Obermühle und Mitglied des Deutschen Reichstags